# Die Eroberung von Mexico
Die Eroberung von Mexico ist eine Oper (Originalbezeichnung: „Musiktheater“) in vier Akten von Wolfgang Rihm mit einem eigenen Libretto nach Antonin Artauds La conquète de Mexique und anderen Quellen. Sie wurde am 9. Februar 1992 in der Hamburgischen Staatsoper uraufgeführt.

## Handlung
Das von Rihm ausdrücklich als „Musiktheater“ statt „Oper“ bezeichnete Werk besitzt weder eine nacherzählbare durchgängige Handlung noch eine strikte Trennung der Personenrollen. Auf der einen Seite zeigt sie am Beispiel der Vernichtung des Aztekenreichs durch die spanischen Konquistadoren das gewaltsame Aufeinandertreffen zweier Gesellschaften. Gleichzeitig behandelt das Werk die Genderproblematik und den Gegensatz zwischen dem männlichen und dem weiblichen Prinzip, wobei die Spanier vorwiegend als männlich und die Azteken als weiblich betrachtet werden. Zum männlichen Bereich gehören auch der Männerchor und der Bewegungschor sowie die beiden Sprecher, zum weiblichen der Frauenchor und die beiden Frauensoli.

### Erster Akt: „Die Vorzeichen“
Bereits ca. fünf Minuten vor dem eigentlichen Beginn, während das Publikum seine Plätze einnimmt und die Orchestermusiker ihre Instrumente stimmen, erklingt ein „Kontinuum eines sehr fernen, sehr leisen Schlagzeugklangs“. Dieses verstärkt sich beim Auftritt des Dirigenten zu einer „Melodie einer Landschaft, die das Gewitter kommen spürt“. Weitere zunächst undefinierbare Klänge und der vom Band eingespielte Frauenchor konzentrieren sich auf dem Ton fis. Die Männerwelt greift durch gehechelte Geräusche der beiden elektronisch verstärkten Sprecher ein. Montezuma tritt mehrfach an verschiedenen Stellen der Bühne in Begleitung seiner Priester auf und verschwindet wieder. Nach einer Weile stimmen die Sprecher „‚heiß‘ geflüstert (wie unterdrückt)“ ihre Parole an: „neutral – weiblich – männlich“. Zu den Vokalisen der Sängerinnen bilden sich im Gesang Montezumas erste Worte, die sich auf das aztekische Verhältnis zur Natur beziehen: „Schatten von Wildpferden, ferne Meteore, Blitz überm Horizont …“ Auch Cortez erscheint auf der Bühne, ohne jedoch Montezuma zu sehen. Er wiederholt zunächst dessen Worte auf verzerrte Weise und verkündet dann: „Ich möchte ein furchtbares Weibliches versuchen“. Montezuma erkennt die Gefahr. Er erklärt: „Der Krieg, den ich führen will, stammt von dem Krieg, der gegen mich geführt wird.“ Beider Sprache löst sich in gestammelte Laute auf. Während der gesamten Szene wird Cortez von den Sprechern und Montezuma von den beiden Frauenstimmen und gelegentlich vom Frauenchor unterstützt. Montezuma und die beiden Frauenstimmen singen nun in hoher Lage Vokalisen auf dem Vokal „A“, der vom Frauenchor schlagartig aufgenommen wird und in einem 49 Sekunden dauernden im vierfachen Forte gesungenen Akkord gipfelt („grell, wie synthetisch, […] mit Bandschleife oder ähnlichem verlängert“).
Raíz del hombre (Octavio Paz, 1937) – 1. Strophe
Montezuma denkt über die Gefahren der Liebe nach:
„Unter der nackten und lichten Liebe, die tanzt […]“

### Zweiter Akt: „Bekenntnis“
Montezuma verschwindet. Zuerst schemenhaft, dann immer deutlicher sind Menschenopfer in einer prachtvollen Stadtlandschaft zu erkennen. Auf einmal ist die Stadt leer. Cortez trifft zögernd ein und sieht sich beklommen um („Städte wie Lichtmauern“). In der Ferne sind männliche Schreie zu hören. Cortez und seine Begleiter (Bewegungschor) erstarren verängstigt. Schließlich brüllt Cortez seine Soldaten an und gibt ihnen das Marschmotto vor: „männlich – neutral – weiblich“. Die Soldaten übernehmen die Parole und setzen sich wieder in Bewegung. Plötzlich erscheinen Köpfe auf den Mauern, und in der Ferne zeigt sich die Gestalt Montezumas, der sich Cortez langsam nähert. Die beiden kommunizieren stumm miteinander. Ruhe kehrt ein. Cortez versucht mehrfach, Montezuma zu umarmen und seine Hand zu küssen, wird aber immer von herbeieilenden Azteken daran gehindert. Beide zeigen ihre gegenseitige Ehrerbietung durch Verbeugungen und weisen höflich auf die Waffen. Zeitgleich lassen sie Symbole ihrer Religion herbeischaffen: Montezuma ein Banner und eine Quetzalcoatl-Figur, Cortez ein Kreuz und eine Figur der Mutter Gottes. Pfeile werden in die Luft geschossen und Böllerschüsse abgegeben. Während Cortez erklärt, dass er als Wohltäter gekommen sei und die Götzen durch die Mutter Jesu ersetzen wolle, versucht Montezuma scheinbar verständnislos die Marienstatue anzubeten. Er bricht in Lachen aus und übergibt Cortez dann im Austausch für die Statue die Dolmetscherin Malinche – eine stumme Tänzerin, die „mit dem Körper spricht“. Montezuma lässt Cortez Gold und prachtvolle Banner aus Quetzalfedern bringen. Da ihm diese Gaben nicht ausreichen, beschimpft Montezuma ihn als goldgierig und vergleicht ihn mit Affen und Schweinen. Die Spanier stürzen sich wild brüllend auf das Gold, bis Cortez seinen Leuten mit dem Marschmotto Einhalt gebietet. Jetzt werden beide Statuen nebeneinander auf einen gemeinsamen Altar gestellt. Montezuma und Cortez besteigen gemeinsam die Tempelpyramide. Oben angekommen, lässt Cortez Montezuma festnehmen.
Raíz del hombre (Octavio Paz, 1937) – 2. Strophe
Montezuma versucht, Cortez’ Verhalten zu verstehen:
„Unter dieser Liebe aus verletzter Einsamkeit […]“

### Dritter Akt: „Die Umwälzungen“
Der Flüsterchor und die beiden Sprecher verkünden eine „Revolte in allen Schichten des Landes“, „auf allen Bewußtseinsebenen Montezumas“. Montezuma fühlt sich wie nach einer „Vergiftung“. Cortez stellt ihn vor die Wahl „Neutral? Weiblich? Männlich?“ und drängt ihn zusammen mit dem Flüsterchor und den Sprechern durch den vielfach wiederholten Begriff „Jetzt“ zur Antwort. Die Musik suggeriert eine Vergewaltigung Montezumas, der sich für das weibliche Geschlecht entscheiden muss. Es folgt ein stilles aztekisches Tierkreis-Ritual, dem Montezuma „wie gelähmt“ beiwohnt. Zu den Klängen eines lateinischen Priestergesangs („Terra tremuit“) überfallen die spanischen Soldaten die Azteken und richten ein Blutbad unter ihnen an. Cortez kann das Massaker nicht verhindern. Sein innerer Zwiespalt ist dadurch gekennzeichnet, dass ein Mann („kein Double“) aus ihm hervorbricht, der „mit äußerst rauher Stimme schreit“. Dieser „stürzt in den wie gelähmten, ‚versteinerten’ Montezuma und verschwindet in diesem“. Beide Parteien sind bereit zum Kampf. Der Bewegungschor stampft immer stärker, und vereinzelte Schreie erklingen. Mit Gesten überredet Cortez Montezuma, zu seinen Leuten zu reden. Seine „delirierende“ Ansprache kann jedoch nur noch die Niederlage feststellen. Währenddessen wird er von mehreren Wurfgeschossen und Pfeilen verletzt.
Raíz del hombre (Octavio Paz, 1937) – 3. Strophe
„Unter dieser Liebe grausamer Todeskämpfe […]“
Montezuma erstarrt sterbend zu einer Statue.

### Vierter Akt: „Die Abdankung“
Symbolisiert durch das Auftreten mehrerer Cortez-Gestalten entsteht Chaos unter den spanischen Soldaten. Einige von ihnen werden von Indianern massakriert. Cortez selbst gerät vor der Montezuma-Statue, „deren Kopf sich in Musik verwandelt“, ins Träumen. In hoher Lage bis zum Falsett gibt er seinem verlorenen Selbstbewusstsein Ausdruck. Unterstützt wird er jetzt nicht mehr von den Sprechern, sondern von den beiden Solistinnen, die zuvor zusammen mit Montezuma gesungen hatten. Der Kopf der Statue löst sich von dieser und schwebt. Die Begräbniszeremonie Montezumas und die spanischen Kriegsmaschinen werden allmählich sichtbar. Die religiösen Bildwerke beider Parteien werden zerstört. Cortez versucht vergeblich, die Statue zum Leben zu erwecken. In seinen Worten nimmt er die vierte Strophe des Raíz del hombre vorweg. Plötzlich bricht eine Schlacht aus, in der die Spanier von den Azteken vernichtet werden. Die Überlebenden beklagen die Zerstörungen.
Raíz del hombre (Octavio Paz, 1937) – 4. Strophe
Montezuma und Cortez stimmen gemeinsam die vierte Strophe an:
„Unter diesem Tod, Liebe, glückhaft und stumm […]“

## Gestaltung

### Orchester
Das Orchester der Oper ist in drei Gruppen mit den folgenden Instrumente aufgeteilt:
Gruppe 1 (im Auditorium)
- Holzbläser: drei Oboen
- Blechbläser: drei Trompeten
- Schlagzeug (drei Spieler):
  - I: fünf Cymbales antiques, zwei Röhrenglocken, zwei Triangeln, Claves, Güiro, drei Bongos, kleine Trommel
  - II: fünf Cymbales antiques, zwei Röhrenglocken, zwei Triangeln, Claves, Güiro, drei Bongos, Flexaton, kleine Trommel
  - III: wie II
- Streicher: zwei Violinen

Gruppe 2
- Holzbläser: drei Flöten (auch Piccolo), drei Klarinetten
- Blechbläser: drei Hörner, drei Posaunen
- vier Pauken, Schlagzeug: acht Cymbales antiques, drei Röhrenglocken, fünf Buckelgongs, Xylophon, vier Woodblocks, Güiro, drei Almglocken, große Trommel, kleine Trommel, drei Tomtoms
- Elektronische Orgel
- zwei E-Bässe (mit Verstärker)
- Streicher: zwei Bratschen, sechs Violoncelli

Gruppe 3
- Holzbläser: Englischhorn, Bassklarinette, Kontrafagott
- Blechbläser: Kontrabasstuba
- Schlagzeug: zehn Cymbales antiques, drei Röhrenglocken, fünf Buckelgongs, Vibraphon, vier Woodblocks, Güiro, Bongos, große Trommel, kleine Trommel, großes Tamtam, zwei Triangeln
- Harfe
- Klavier
- Streicher: vier Kontrabässe
- hoher Sopran
- Alt
- zwei Sprecher (über Mikrophon)
- Tonband
- Bühnenmusik: Windmaschine

Lautsprecher befinden sich in der Tiefe der Bühne und rings um das Auditorium.
Die vom Komponisten vorgesehene Aufstellung der Musiker ist in der Partitur grafisch dargestellt. Zusätzlich gibt es die folgenden Hinweise:

„Der Orchestergraben ist nicht sehr tief gefahren, man sieht das Orchester gut, es ist eventuell ins Bühnengeschehen einbezogen. Die Orchestergruppe 3 ist höher als Orchestergruppe 2 postiert, wie aus dem Orchestergraben auf die Bühne „wogend“. Wichtig bei beiden: die Streicher sitzen am höchsten! Bei Orchestergruppe 2 können die Streicher auch mehr in der Mitte (oben) postiert werden, Schlagzeug und E-Instrumente kämen also weiter nach rechts. Die Orchestergruppe 1 ist erhöht im Raum verteilt.“

### Libretto
Rihm nutzte für sein Libretto mehrere unterschiedliche Quellen: Antonin Artauds La conquète de Mexique (1932; deutsch von Brigitte Weidmann, 1975) und Le théâtre de Séraphin (1936; deutsch von Bernd Mattheus, 1986), das Gedicht Nr. 15 aus Octavio Paz Zyklus Raíz del hombre (1937; deutsch von Maralde und Klaus Meyer-Minnemann, 1987) sowie einen aztekischen Trauergesang (1523?; deutsch: Renate Heuer, in Rückkehr der Götter, 1963). Mit Artaud hatte Rihm bereits in seinem direkt davor komponierten Tanzpoem Tutuguri zu tun gehabt. Die wichtigste Grundlage seiner Eroberung von Mexico ist dessen Theaterentwurf La conquète de Mexique, eine „poetisch-theoretische Projektbeschreibung“ (Klaus Angermann), die die Begegnung des Conquistadors Hernán Cortés mit dem Aztekenherrscher Moctezuma II. als Hintergrund für „den Aufruhr der Gefühle im Aufeinandertreffen zweier Lebensmodelle“ nutzt. Es handelt sich nicht um eine Beschreibung des historischen Ablaufs dieses Aufeinandertreffens, sondern um „ein begriffsloses Theater suggestiver und rätselhafter Bilder, das wie Musik ist“. Die in Rihms Stück so zentrale Gegenüberstellung der Prinzipien „neutral – männlich – weiblich“ ist Artauds Theatervision Le théâtre de Séraphin entnommen, wo sie als „vieldeutiges Symbol für das innerkörperliche Drama“ dient. Die Strophen des Gedichts von Octavio Paz stehen separat jeweils am Ende der einzelnen Akte der Oper. In ihnen wird die Liebe als Kampf betrachtet, der zu Verletzungen und schließlich zum „einsamen Tod“ führt. Der indianische Klagegesang erklingt am Ende des vierten Akts bei der großen Schlacht.

### Musik
Da der historische Hintergrund bekannt und leicht nachvollziehbar ist, brauchte Rihm die Zusammenhänge nicht anhand eines wortlastigen Handlungsgeschehens zu erklären. Der vertonte Text besteht stattdessen vorwiegend aus einzelnen Wortfetzen, Schreien, Zischen, Hecheln und anderen Lauten. Größere Abschnitte sind ausschließlich instrumental gehalten. Sie beschreiben anstelle der äußeren die innere Handlung der Kampfszenen.
Die Aufteilung der Ausführenden in eine männlich-aggressiven Sphäre der Spanier und einer weiblich-bewahrenden der Azteken durchzieht das gesamte Werk auf sämtlichen Ebenen und betrifft auch das Orchester. Klaus Angermann bezeichnete sie eine „fraktale Struktur“, die sich bis in „feinste Verästelungen fortsetzt“. Die Spaltung findet auch in den Protagonisten selbst statt, die neben dem äußeren Kampf auch einen inneren durchzustehen haben. Dies ist auch daran erkennbar, dass beide Hauptpersonen einen ihnen zugeordneten „Hof“ im Orchestergraben besitzen: die beiden Sängerinnen sind meist Montezuma zugewiesen, die beiden Sprecher Cortez. So ergibt sich jeweils ein Raumklang, den Rihm „als Skulptur, in der das Klanggeschehen mit dem Bühnengeschehen zusammenfällt“, beschrieb und als „polyphone Monodie“ oder „virtuell einstimmige Musik“ bezeichnete. Eine ähnliche Funktion besitzt die Aufteilung des Orchesters in drei Gruppen (bzw. vier, wenn man die Tonband-Einspielungen einbezieht). Die Musik bildet nicht nur die Handlung ab, sondern wird selbst zu deren Schauplatz. Während die von einer Sopranistin gesungenen Worte Montezumas und die Musik dieser Sphäre lyrisch-melodisch ist, wirkt der Gesang des Cortez wie ein verzerrte Fassung derselben.
Zwischen den beiden Bereichen ist eine Kommunikation kaum möglich. Beim persönlichen Treffen von Cortez und Montezuma im zweiten Akt wird der Versuch durch eine leere reine Quinte abgebildet (laut Rihm ein „harmonischer Zustand auf der Kippe“), die sowohl Einheit als auch Gespaltenheit symbolisiert und gleichsam als Leerraum auszufüllen wäre. Es bleibt jedoch bei zeremoniellen Handlungen und Drohgebärden, die Rihm mit Anspielungen an die Musik der Renaissance versinnbildlicht. Als Vermittlerin soll schließlich die Übersetzerin Malinche dienen, die nicht singt, sondern als Tänzerin „mit dem Körper“ spricht. Sie symbolisiert auch den erotischen Aspekt der Begegnung, der in der Oper unterschwellig immer eine Rolle spielt, aber vor dem gewaltsamen Zugriff zurücktreten muss.
Die beiden brutalen Höhepunkte der Handlung werden von Rihm auf ungewöhnliche Weise behandelt. Beim „Blutbad“ im dritten Akt setzt er vom Band eingespielte Orchesterklänge ein, die zur live gespielten identischen Musik bewusst nicht synchron sind. Die große Schlacht am Ende des vierten Akts dagegen ist ein stiller Nahuatl-Klagegesang, der in deutscher Sprache a cappella wie ein Madrigal vom Chor gesungen wird. Die Vernichtung einer fremden Welt impliziert auch immer die Zerstörung der eigenen.
Die ersten drei Strophen des Paz-Gedichts an den Akt-Enden sind Montezuma zugewiesen. In der vierten, dem Schluss der Oper, vereinigt er sich mit Cortez, wobei Rihm auf eine Orchesterbegleitung verzichtet.

## Werkgeschichte
Wolfgang Rihm erhielt den Auftrag zu diesem Werk von der Hamburgischen Staatsoper, die 1979 seine Oper Jakob Lenz uraufgeführt hatte. Das Libretto stellte Rihm selbst zusammen.
Die Uraufführung fand am 9. Februar 1992 unter der Leitung von Ingo Metzmacher statt. Für Inszenierung und Bühne war Peter Mussbach zuständig. Kostümbildner war Joachim Herzog. Die Hauptdarsteller waren Renate Behle (Montezuma), Richard Salter (Cortez), Peter Kollek (Schreiender Mann) und Miriam Goldschmidt (Malinche). Die Aufführung wurde von Kritikern und Publikum sehr gut aufgenommen.
Seitdem gab es mehrere weitere Produktionen, die es zum bekanntesten Bühnenwerk Rihms und „einem der wichtigsten Werke des zeitgenössischen Musiktheaters überhaupt“ machten.
- 1993: Ulm – Dirigentin: Alicja Mounk, Inszenierung: Kazuko Watanabe; Montezuma: Angela Denoke, Cortez: Wilhelm von Eyberg-Wertenegg[2]
- 1994: Landestheater Innsbruck – Dirigent: Arend Walnkamp, Regie: Tilman Knabe[1]
- 1994: Oper Nürnberg – Dirigent: Stefan Lano, Regie: Wolfgang Quetes[1]
- 1997: Theater Freiburg – Dirigent: Frank Beermann, Regie: Gerd Heinz[1]
- 2001: Städtische Bühnen Frankfurt im Rahmen des Projekts „Klangfiguren“ für zeitgenössisches Musiktheater – Dirigent: Markus Stenz, Inszenierung: Nicolas Brieger[5]
- 2002: Hochschule für Musik Karlsruhe[6]
- 2003: Mexico City und Guadalajara[6]
- 2005: Münster – Dirigent: Christian Voß, Inszenierung: Peter Beat Wyrsch; Montezuma: Judith Gennrich, Cortez: Ingo Anders (Cortez)[7]
- 2012: Staatstheater Saarbrücken – Dirigent: Thomas Peuschel, Inszenierung: Inga Levant; Montezuma: Birgit Beckherrn, Cortez: James Bobby[8]
- 2013: Teatro Real Madrid – Dirigent: Alejo Pérez, Inszenierung: Pierre Audi, Bühne: Alexander Polzin, Kostüme: Wojciech Dziedzic; Montezuma: Nadja Michael, Cortez: Georg Nigl[9]
- 2015: Felsenreitschule Salzburg im Rahmen der Salzburger Festspiele – Dirigent: Ingo Metzmacher, Inszenierung: Peter Konwitschny, Ausstattung: Johannes Leiacker, Video: FettFilm; Montezuma: Angela Denoke, Cortez: Bo Skovhus.[10] Die Inszenierung wurde 2016 auch in der Oper Köln gezeigt.[11]
- 2023: Staatstheater Mainz – Dirigent: Hermann Bäumer, Inszenierung: Elisabeth Stöppler, Bühne und Kostüme: Valentin Köhler.[12]

## Aufnahmen
- 9. Februar 1992 – Ingo Metzmacher (Dirigent), Philharmonisches Staatsorchester Hamburg, Chor der Hamburgischen Staatsoper.
 Renate Behle (Montezuma), Richard Salter (Cortez), Peter Kollek (Schreiender Mann), Miriam Goldschmidt (Malinche).
 Live aus Hamburg; Mitschnitt der Uraufführung.
 CPO CD: cpo 999 185-2.[13]